# ديثرانول
ديثرانول Dithranol (الاسم العالمي غير مسجل الملكية INN) أو أنثرالين Anthralin (الاسم المختار في الولايات المتحدة الأمريكية USAN و الاسم السابق المرخص في بريطانيا BAN), هو هيدروكسي أنثرون, مشتق من الأنثراسين, دواء يطبق على جلد المصابين بالصداف. متاح بشكل كريم أو مرهم أو لصاقات بتراكيز من 0.1% إلى 2% (Drithocreme, Dithrocream, Zithranol-RR, Micanol, Psorlin, Dritho-Scalp, Anthraforte, Anthranol and Anthrascalp). يستخدم المصطلحان ديثرانول وأنثرالين أحياناً بشكل مترادف.

## التأثير الدوائي
يثبط الديثرانول انقسام الخلية البشروية ويثبط التكاثر المفرط وتقرن الخلايا الجلدية في مرض الصداف.
يتراكم الديثرانول في الميتاكوندريا حيث يتداخل مع دعم الخلية بالطاقة، ربما عبر أكسدة الديثرانول محرراً جذور حرة. يؤدي هذا إلى إعاقة تنسُّخ الدنا DNA و بالتالي إبطاء الانقسام الخلوي المفرط الذي يحدث في لويحات الصداف.
أيضاً ربما يعمل الديثرانول عبر إنقاص مستويات الغوانوزين أحادي الفوسفات الحلقي (cGMP) المرتفعة التي تحدث في الصداف. الأنثرالين مركب صنعي لم تُفهم بشكل كامل آلية عمله الدقيقة المضادة للصداف إلى الآن. على أي حال، أظهرت دراسات عديدة تأثيرات الأنثرالين المضادة للالتهاب والمضادة للتكاثر على الجلد المصاب بالصداف والجلد الطبيعي.
لا يشبه الأنثرالين الريتينوئيدات و الPUVA (Psoralens + UVA) بحجبهم فعالية الأنزيم الكروموزومي الكبدي. لذلك تقل احتمالية حصول التداخلات الدوائية غير المرغوبة بشكل كبير عند إعطاء أدوية أخرى بالترافق مع الأنثرالين. يخترق الديثرانول البشرة المتضررة خلال 30 دقيقة أكثر من البشرة السليمة خلال 16 ساعة. لهذا السبب تطبق مستحضرات ضعيفة 0.1-0.5% طوال الليل، وتطبق منتجات أقوى منها 1-2% لحوالي ساعة و 30 دقيقة اعتماداً على الصيغة.

## اعتبارات سريرية
يمتلك الديثرانول تأثيراً ذو بداية أبطأ (عادةً عدة أسابيع) في السيطرة على الصداف بالمقارنة مع الستيروئيدات القشرية السكرية, و لكن بدون إمكانية حدوث الفعل الارتدادي الذي يحدث عند السحب. لا يمكن استخدامه على الوجه أو الأعضاء التناسلية.

## الجرعة وطريقة الاستعمال
- يجب استعمال الديثرانول فقط تحت إشراف طبيب متدرب على استعماله.
- للبالغين والأطفال: يجب بدء المعالجة بمرهم تركيزه 0.1%. يمكن زيادة التركيز إلى 0.25% بعد 7 أيام. يتضاعف التركيز فيما بعد إذا دعت الحاجة بفواصل إسبوعية إلى أن نصل إلى التركيز الأعظمي 2%.
- يجب تطبيق طبقة رقيقة من المرهم مرة واحدة يومياً على المناطق المصابة لمدة 2-4 أسبوع.
- يجب غسل المرهم بشكل كامل بعد تطبيقه لمدة 10-20 دقيقة.

## الاحتياطات
- يجب العناية لتجنب ملامسة النسيج السوي والعينين.
- إذا أدت المعالجة البدئية إلى تقرحات مؤلمة المفرطة، أو آفات منتشرة يجب إنقاص تواتر تطبيق الدواء وفي أقصى الحالات إيقاف العلاج. قد يكون المرضى أكثر حساسية في مواضع المعالجة المعرضة لأشعة الشمس.
- يجب تحذير المرضى بأن انصباغ الجلد والشعر قد يحصل وأن الألبسة قد تنصبغ بشكل دائم.

## الاستعمال أثناء الحمل
لم تتأكد سلامة الاستعمال أثناء الحمل لعدم توفر تقارير توضح وجود الآثار الضارة.

## موانع الاستعمال
يجب عدم استعمال الديثرانول على الوجه أو على الاندفاعات الحادة أو المناطق الملتهبة بشدة.

## الأعراض الجانبية
- تصبغ الجلد مؤقتاً بلون أصفر-بني وتصبغ الأقمشة بشكل دائم.
- ربما تسبب إحساس موضعي بالاحتراق والتهيج. يمكن إنقاص هذا الإحساس عبر الانتباه الحذر لتفاصيل المعالجة والزيادة التدريجية لتراكيز مستحضرات الديثرانول.
- قد تحدث حمامى شديدة على الجلد السوي المجاور.
- نستطيع حماية الجلد المجاور باستعمال بارافين أبيض ناعم وتغطية المنطقة المعالجة بقطعة شاش.
- قد تسبب ملامسة العينين التهاب ملتحمة شديد.
- قد تحدث تفاعلات الحساسية الضوئية.

## التخزين
يجب حفظ المرهم في عبوات محكمة الإغلاق ومحمية من الضوء.

## وصلات خارجية
- , موسوعة العلوم العربية.